# Kristofer Åström
Pour les articles homonymes, voir Åström.
Kristofer Åström (9 octobre 1974 à Luleå) est un chanteur de rock suédois, actifs depuis les années 1990. Certains de ses albums sont enregistrés avec un groupe, sous le nom de Kristofer Åström and Hidden Truck.

## Discographie

### Albums
- Go, Went, Gone (Kristofer Åström and Hidden Truck), Stratracks/V2 Records, 1998.
- Leaving Songs (Kristofer Åström and Hidden Truck), Startracks/V2 Records, 2001.
- Northern Blues (Kristofer Åström and Hidden Truck), Startracks/V2 Records, 2001.
- Loupita, Startracks/V2 Records, 2004.
- So Much for Staying Alive (Kristofer Åström and Hidden Truck) Startracks/V2, 2005.